# MC (canal de televisión)
MC (anteriormente conocido como Multicinema) es un canal de televisión mexicano propiedad de MVS Comunicaciones. Desde su creación emite películas de temática variada (por lo general acción, drama y terror), y anteriormente transmitía series y la lucha libre de la WWE completamente en vivo.

## Historia
Fue creado por MVS a la par del lanzamiento del sistema de canales de paga llamado "MVS Multivisión", en la frecuencia del canal 18 o 58. El canal se llamó Multicinema hasta que ejecutivos del canal lo rediseñaron y lo abreviaron simplemente a MC, cambiando su eslogan e imagen. Desde el principio el canal transmitió películas internacionales y de Hollywood. Todavía conserva ciclos de cine, siendo el más famoso "Galería de Estrellas". Antes del cambio de imagen emitía películas para adultos por la madrugada, cosa que se eliminó definitivamente una vez realizada dicha renovación. Ingresó al sistema Dish cuando este llegó a México en la frecuencia del canal 607. Actualmente adicionó estrenos recientes del cine actual, lo que ha hecho que la calidad de su programación mejore notablemente igualándola a la de otros canales de cine. También estrenó series internacionales en su programación y tenía a su cargo emitir la lucha de la WWE en su señal.

## Programación
Su programación consiste en una amplia gama de películas, lo que lo convierte en un canal de cine. Ha emitido desde cine para adultos hasta cine infantil, pasando por la acción, el terror y el drama. Generalmente su programación está enfocada para un público adolescente y adulto. También transmite ocasionalmente cine internacional y de festivales, así como cine independiente.